# 塔甘卡监狱
塔甘卡监狱（俄語：Таганская тюрьма）是一座修建于莫斯科的监狱，由俄罗斯沙皇亚历山大一世于1804年下令建造。沙俄以及苏联时期，這裡被用于关押政治犯。大清洗期间，该监狱关押过外国籍和本國的犯人。1938年，数千名囚犯在塔甘卡监狱否认自己之前因遭受刑求而供认的罪行，举行了一场大规模抗议示威活动。1950年代，塔甘卡监狱被夷平。